# Peliala leuctra
Peliala leuctra är en fjärilsart som beskrevs av Druce 1890. Peliala leuctra ingår i släktet Peliala och familjen nattflyn. Inga underarter finns listade i Catalogue of Life.